# Rex Linn
Rex Maynard Linn, född 13 november 1956 i Spearman, Texas är en amerikansk TV- och filmskådespelare. Linn är framförallt känd för sin roll som morddetektiven Frank Tripp i TV-serien CSI: Miami.
Linn har sedan 2020 varit tillsammans med countrysångerskan Reba McEntire.

## Filmografi
- 1991 – Det ljuva livet i Alaska (TV-serie) (1 avsnitt)
- 1991 – Dr Howser (TV-serie) (1 avsnitt)
- 1991 – Paradise, Vilda västern (TV-serie) (1 avsnitt)
- 1993 – Cliffhanger
- 1994 – Iron Will
- 1994 – Påtaglig fara
- 1994 – Wyatt Earp
- 1995 – Cutthroat Island
- 1996 – Long Kiss Goodnight
- 1996 – Skuggor från det förflutna
- 1996 – Tin Cup
- 1996–1997 – Tredje klotet från solen (TV-serie) (2 avsnitt)
- 1997 – Breakdown
- 1997–2000 – På heder och samvete (TV-serie) (5 avsnitt)
- 1997 – The Postman – budbäraren
- 1998 – Hämnd AB (TV-serie) (1 avsnitt)
- 1998 – Rush Hour
- 1999 – Rätt upp i 90-talet!
- 1999 – Walker, Texas Ranger (TV-serie) (1 avsnitt)
- 2000 – Kameleonten (TV-serie) (1 avsnitt)
- 2001 – Ghosts of Mars
- 2002–2012 – CSI: Miami (TV-serie) (187 avsnitt, huvudroll)
- 2003 – Fullt hus
- 2003 – The Hunted
- 2004 – After the Sunset
- 2008 – Appaloosa
- 2012 – Atlas Shrugged: Part II
- 2012 – Django Unchained
- 2013 – Devil's Knot
- 2014 – A Million Ways to Die in the West
- 2015 – Key & Peele (TV-serie) (1 avsnitt)
- 2016–2022 – Better Call Saul (TV-serie) (13 avsnitt)
- 2016 – The Ranch (TV-serie) (1 avsnitt)
- 2017–2018 – Lethal Weapon (TV-serie) (12 avsnitt)
- 2017–2023 – Young Sheldon (TV-serie) (15 avsnitt)
- 2018 – Under the Silver Lake
- 2018 – Waco (TV-serie) (1 avsnitt)
- 2024 – Happy's Place (TV-serie)